# Pal (Andorra)
Pal é uma localidade de Andorra, situada na paróquia de La Massana. Situada a 1.551 metros de altitude, sua população em 2024 foi estimada em 268 habitantes.